# Бекство од слободе
Бекство од слободе (ен. Escape from Freedom) је најпознатија књига психолога и теоретичара друштва Ериха Фрома, објављена 1941. године.
Бекство од слободе су, према Фрому, ирационални покушаји да се избегне или умањи неподношљиво осећање усамљености савременог човека, а који, заправо, само још више појачавају осећање изгубљености. Фром издваја три главна механизма бекства: ауторитарност, деструктивност, конформизам. Прва два механизма су карактеристична за тоталитарно, а трећи за савремено демократско друштво.